# Stemma del Kentucky

Stemma del Kentucky

Lo stemma del Kentucky (ufficialmente in inglese Seal of the Commonwealth of Kentucky, ossia Sigillo del Commonwealth del Kentucky) è stato adottato nel 1792. Tuttavia, da allora, ha subito diverse revisioni. 
Il sigillo attuale raffigura due uomini, uno vestito in pelle di daino e l'altro con un abito più formale, che si trovano l'uno di fronte all'altro e si stringono la mano destra. 
L'anello esterno della guarnizione dello stemma è ornato dalla dicitura Commonwealth of Kentucky, mentre nel cerchio interno è disposto il motto dello stato, ossia United we stand, divided we fall. 
I colori ufficiali del sigillo sono blu e oro. Una versione dello stemma appare anche sulla bandiera del Kentucky.